# Kroatië op de Olympische Winterspelen 2018
Kroatië was een van de deelnemende landen aan de Olympische Winterspelen 2018 in Pyeongchang, Zuid-Korea.
Bij de achtste deelname van het land aan de Winterspelen werd ook voor de achtste keer deelgenomen in het alpineskiën en langlaufen, voor de vierde keer in het bobsleeën en voor het eerst in het rodelen, de achtste olympische sportdiscipline waarin namens Kroatië werd deelgenomen. Natko Zrnčić-Dim (opening) en Dražen Silić (sluiting) waren de vlaggendrager bij de openings- en sluitingsceremonie.

## Deelnemers en resultaten
(m) = mannen, (v) = vrouwen 

### Alpineskiën
| Olympiër (deelname)  | Onderdeel        | Resultaat | Prestatie                                                            |
| -------------------- | ---------------- | --------- | -------------------------------------------------------------------- |
| Elias Kolega         | slalom (m)       | 23e       | 1e run: 51,18 (29e) 2e run: 50,94 (4e) totaal: 1.42,12 (+3,13)       |
| Samuel Kolega        | reuzenslalom (m) | 37e       | 1e run: 1.14,61 (45e) 2e run: 1.14,13 (36e) totaal: 2.28,74 (+10,70) |
| Istok Rodeš          | slalom (m)       | 21e       | 1e run: 49,60 (18e) 2e run: 51,81 (22e) totaal: 1.41,41 (+2,42)      |
| Matej Vidović (2)    | slalom (m)       | DNF       | 1e run: niet gefinisht                                               |
| Natko Zrnčić-Dim (4) | combinatie (m)   | 19e       | afdaling: 1.22,07 (40e) slalom: 48,48 (13e) totaal: 2.10,55 (+4,03)  |
| Natko Zrnčić-Dim (4) | super g (m)      | 29e       | 1.27,05 (+2,61)                                                      |
| Filip Zubčić (2)     | combinatie (m)   | 12e       | afdaling: 1.21,54 (28e) slalom: 48,06 (8e) totaal: 2.09,60 (+3,08)   |
| Filip Zubčić (2)     | reuzenslalom (m) | 24e       | 1e run: 1.10,95 (23e) 2e run: 1.10,89 (19e) totaal: 2.21,84 (+3,80)  |
| Filip Zubčić (2)     | slalom (m)       | DNF       | 1e run: niet gefinisht                                               |
| Filip Zubčić (2)     | super g (m)      | DNF       | niet gefinisht                                                       |
|                      |                  |           |                                                                      |
| Andrea Komšić (2)    | reuzenslalom (v) | 32e       | 1e run: 1.15,54 (31e) 2e run: 1.12,96 (32e) totaal: 2.28,50 (+8,48)  |
| Andrea Komšić (2)    | slalom (v)       | 31e       | 1e run: 53,41 (36e) 2e run: 52,85 (32e) totaal: 1.46,26 (+7,63)      |
| Leona Popović        | reuzenslalom (v) | DNF-1     | 1e run: niet gefinisht                                               |
| Ida Štimac           | reuzenslalom (v) | 34e       | 1e run: 1.16,86 (40e) 2e run: 1.14,32 (36e) totaal: 2.31,18 (+11,16) |
| Ida Štimac           | slalom (v)       | DNF-2     | 1e run: 54,14 (37e) 2e run: niet gefinisht                           |

### Bobsleeën
| Olympiër (deelname)                                          | Onderdeel       | Resultaat | Prestatie                       |
| ------------------------------------------------------------ | --------------- | --------- | ------------------------------- |
| Dražen Silić Benedikt Nikpalj                                | tweemansbob (m) | 30e       | 2.32,66 (50,76 / 50,91 / 50,99) |
| Dražen Silić Mate Mezulić (2) Benedikt Nikpalj Antonio Zelić | viermansbob (m) | 28e       | 2.31,45 (50,18 / 50,64 / 50,63) |

### Langlaufen
| Olympiër (deelname) | Onderdeel             | Resultaat | Prestatie                      |
| ------------------- | --------------------- | --------- | ------------------------------ |
| Krešimir Crnković   | 15 km vrije stijl (m) | 47e       | 36.44,7 (+3.00,8)              |
| Krešimir Crnković   | 30 km skiatlon (m)    | 53e       | 1:23.26,9 (+7.06,9)            |
| Edi Dadić (2)       | sprint (m)            | 69e       | kwalificatie: 3.33,17 (+24,63) |
| Edi Dadić (2)       | 15 km vrije stijl (m) | 53e       | 36.57,2 (+3.13,3)              |
| Edi Dadić (2)       | 30 km skiatlon (m)    | DNF       | niet gefinisht                 |
|                     |                       |           |                                |
| Vedrana Malec (2)   | sprint (v)            | 64e       | kwalificatie: 3.54,76 (+46,02) |
| Vedrana Malec (2)   | 10 km vrije stijl (v) | 71e       | 30.20,3 (+5.19,8)              |
| Gabrijela Skender   | sprint (v)            | 65e       | kwalificatie: 3.56,23 (+47,49) |

### Rodelen
Vrouwen
| Olympiër      | Onderdeel | Resultaat | Prestatie                                                                                |
| ------------- | --------- | --------- | ---------------------------------------------------------------------------------------- |
| Daria Obratov | vrouwen   | 27e       | 1e run: 48,615 (28) 2e run: 48,252 (28) 3e run: 48,686 (29e) 4e run: niet gekwalificeerd |